# Jesse G. James
Pour les articles homonymes, voir Jesse James (homonymie) et James.
Jesse Gregory James est un chaudronnier, carrossier de formation, un présentateur et producteur de télévision et un homme d'affaires américain né le 19 avril 1969. Il est spécialisé dans les émissions de mécanique à caractère ludique et trash.
Il est le créateur de West Coast Choppers, une entreprise qui crée et personnalise des motos et des voitures. Il a été marié à l'actrice de films X Janine Lindemulder, puis à l'actrice Sandra Bullock de 2005 à 2010.

## Biographie

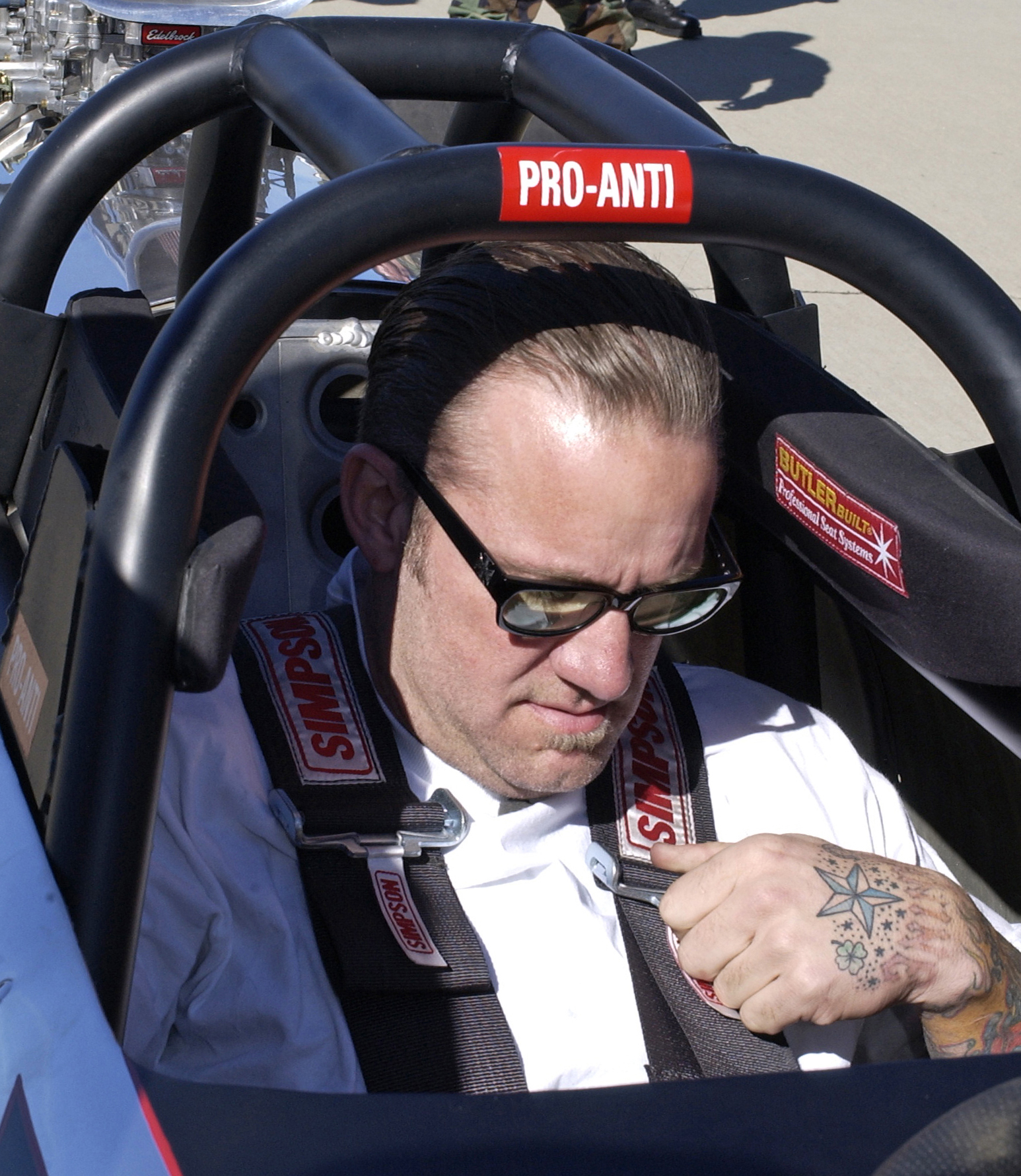
Jesse James en 2005.

Arrière-arrière-petit-fils (contesté bien que revendiqué) du cousin du hors-la-loi Jesse James, il est né à Lynwood en Californie et a grandi à Long Beach, toujours en Californie.
James grandit autour du petit commerce que son père partageait avec un concessionnaire Harley Davidson.
Il eut sa première mini-moto à l'âge de sept ans. Sa passion pour la moto grandit avec les années et il construit sa première moto lors de sa première année de lycée dans le garage de sa mère.
Jesse était un bon joueur de football américain, jouant à l'université de Riverside, mais une blessure au genou arrêta sa carrière. Cette blessure le force à s'orienter vers une carrière de videur puis de garde du corps. Il s'entraine ainsi pendant de longues années à perfectionner son corps pour atteindre ce but. Il travaille pendant des années à protéger des groupes de musique comme Slayer, Danzig ou Soundgarden.
Il a un billet américain de cent dollars (Benjamin Franklin) tatoué en grand dans le dos. C'est selon lui la représentation du tout premier dollar qu'il a gagné en créant West Coast Choppers.

## Vie privée
Avec sa première femme Karla, il est le père d'une fille Chandler et d'un fils James Jr. ; d'un second mariage avec Janine Lindemulder, actrice de films pornographiques et modèle pour la revue Penthouse, il est père d'une fille, Sunny.
Son mariage avec Lindemulder fut immortalisé dans la série Motorcycle Mania II. Il avait le prénom de Janine tatoué sur le poignet, mais il le fait recouvrir après leur divorce.

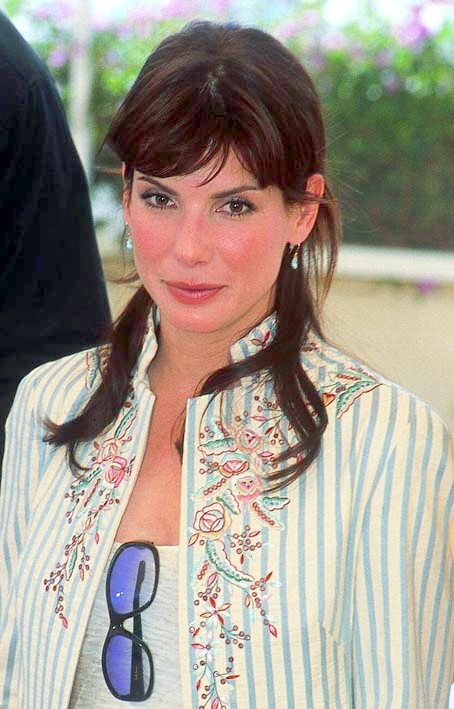
Sandra Bullock.

Le 16 juillet 2005, Jesse James a célébré un troisième mariage, avec l'actrice Sandra Bullock. Leur première rencontre a eu lieu pour les huit ans du filleul de l'actrice. Fan de l'animateur du Monster Garage, sa marraine lui avait arrangé une visite du plateau de tournage comme cadeau.
James est très vite devenu une cible de choix pour la presse people du fait notamment de leur mariage.
En mars 2010, la strip-teaseuse Michelle McGee a déclaré avoir eu une relation de 11 mois avec Jesse James, alors que sa femme Sandra Bullock était occupée sur le tournage de The Blind Side et All About Steve. Jesse déclare avoir fait preuve de "peu de jugement". Ils ont divorcé en juin 2010.
Il est en couple avec l'ancienne actrice pornographique Bonnie Rotten[réf. nécessaire].

## West Coast Choppers
Jesse commence à construire ses premières motos dans le garage de sa mère. Après s'être fait une certaine renommée en Californie, il s'installe dans de plus grands locaux et baptise son garage de personnalisation et de création de moto/chopper West Coast Choppers.
Jesse James impose sa touche personnelle sur chaque moto sortant de son garage, si bien que chaque exemplaire est unique.
West Coast Choppers est composée d'une cinquantaine d'employés et dispose de locaux d'environ 1 700 m2. 12 à 14 motos customs y sont fabriquées chaque année. Ses clients sont composés entre autres de stars telles que Shaquille O'Neal, Keanu Reeves ou encore Kid Rock. De plus, West Coast Choppers sponsorise des écuries dans la NASCAR et dans le Top Fuel Drags.

## Télévision
Jesse James est connu pour être le présentateur des émissions Motorcycle Mania et surtout Monster Garage, diffusées sur la chaîne américaine Discovery Channel. En France, Monster Garage est diffusé par la chaîne AB Moteurs. C'est ainsi qu'on a pu suivre lors de Motorcycle Mania, la traversée du Mexique de Jesse et de son ami Kid Rock en chopper. Celui de Kid Rock fut entièrement réalisé par West Coast Choppers.
Après Monster Garage, il fonde sa société de production Payupsucker Productions
En 2009, Jesse James a de nouveau une émission appelée Jesse James is a Dead Man ("Jesse James est un homme mort") sur la chaine Spike TV, James faisant toutes sortes de défis dangereux, le plus souvent impliquant l'utilisation de voitures voire de motos. Une saison de dix épisodes de 60 minutes a été diffusée.

### Monster Garage

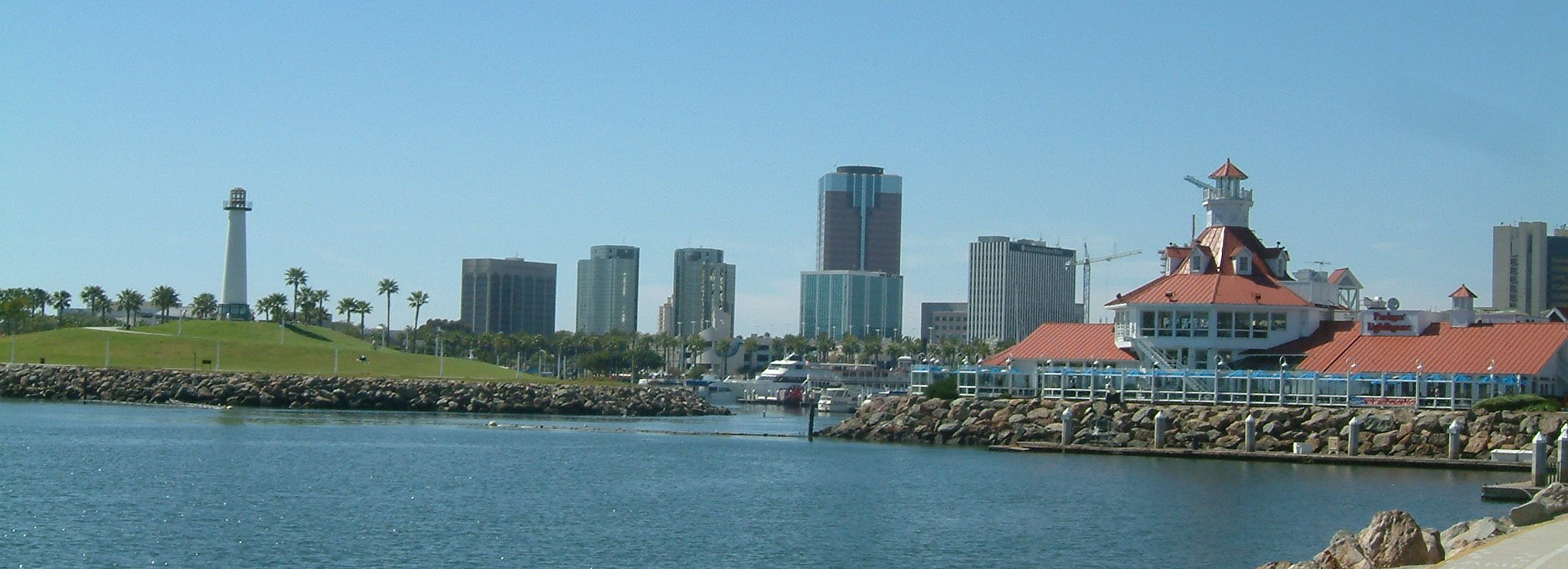
Long Beach, en Californie, lieu de résidence de Jesse et du garage West Coast Choppers.

Diffusée de 2002 à 2006 sur 5 saisons, cette émission de téléréalité consiste à relever en 7 jours avec des moyens limités, un défi mécanique de préférence invraisemblable (par exemple transformer un petit véhicule break en broyeuse d'arbre, ou une voiture de police en usine de beignets). Renouvelée à chaque émission, une équipe de professionnels expérimentés et parfois fantasques, est rassemblée et chargée de réaliser le projet. L'équipe remplit sa mission sous la direction de Jesse James dans les locaux du Monster Garage.

## Autres activités

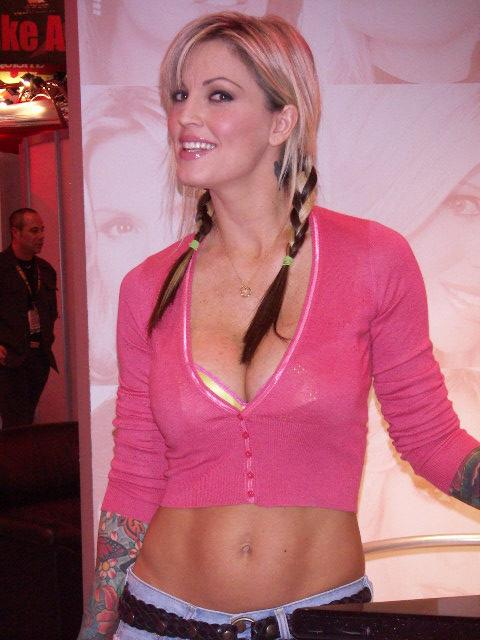
Janine Lindemulder ex-femme de Jesse James.

La famille West Coast inclut aussi le Chopperdogs fan club, le Jesse's Girl clothing, et depuis fin 2006, la société de production Pay Up Sucker Production.
Il est propriétaire de son premier fast-food depuis le 28 avril 2006 : le Cisco Burger, nommé ainsi après la mort de son pit-bull qui portait ce même nom, situé dans une rue proche de son atelier West Coast Choppers.
James a créé son propre magazine, Garage Magazine, publié par sa maison d'édition Payupsucker Publications. Ce magazine est axé sur la Kustom Kulture et la customisation de vieilles voitures en général.
Jesse James a créé sa marque de vêtements de travail, Jesse James Industrial  Work Wear. Il a encouru des poursuites judiciaires à la suite de la création de cette marque de vêtement, lancée en collaboration avec les supermarchés Walmart. Ces poursuites judiciaires ont été à l'initiative de l'entreprise Fortune Fashion Industries LLC, avançant que Jesse James aurait profité de leurs compétences avant de changer le nom de la ligne de vêtements et de conclure le contrat avec Walmart.
En 2009 James est apparu dans l'intégralité de la huitième saison de The Apprentice, et est aussi apparu dans la deuxième saison du Mentalist.

## Filmographie

### En tant que producteur
- 2002 : Monster Garage
- 2002 : Motorcycle Mania I
- 2003 : Motorcycle Mania II
- 2004 : Motorcycle Mania III
- 2005 : Dylan the Kid on a Stingray

### Télévision
- 2003 : Punk'd : Stars piégées : Lui-même
- 2003-2007: Monster Garage : Lui-même
- 2009 : The Apprentice : Lui-même
- 2009 : Jesse James is a Dead Man : Lui-même

## Cinéma
- 2004 : Torque, la route s'enflamme (apparition)